# Caularis
Caularis é um gênero de Lepidoptera pertencente à família Noctuidae. É originário da América do Sul e do Caribe.

## Espécies

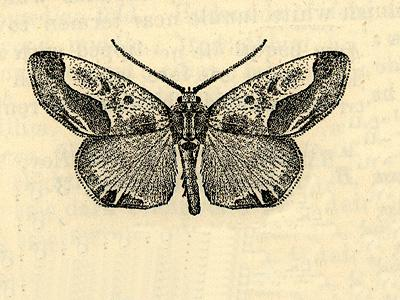
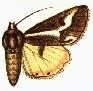

- Caularis jamaicensis Todd, 1966
- Caularis lunata Hampson, 1904
- Caularis undulans Walker, [1858]
- Caularis bartholomaei
- Caularis zikani